# Costituzionalismo meticcio
Il termine Costituzionalismo meticcio designa la contaminazione tra modelli costituzionali che avrebbe dato luogo a Costituzioni ibride, nella comparazione giuridica internazionale.

## Descrizione

### Genesi del concetto
La necessaria evoluzione del costituzionalismo contemporaneo come strumento di governo delle società complesse e della globalizzazione dei diritti ha posto al centro della riflessione giuridica il tema dei diritti fondamentali visti in una prospettiva interpretativa interculturale. Si tratta di un approccio quasi inevitabile per lo studio degli Stati multiculturali (Unione Indiana, Canada, Messico) e, più in generale, utile alla comprensione dei problemi e dei soggetti reali, attraverso la contestualizzazione socio-culturale dei dati normativi. Del resto, oggi nel mondo globalizzato non soltanto l’economia e il commercio, ma anche i principi, le regole e i diritti umani superano – pur incontrando spesso molte resistenze – le barriere culturali e i confini degli Stati. In quest’ottica di contaminazione culturale e non di cristallizzazione delle differenze alcuni studiosi parlano di un “costituzionalismo per la diversità” o di una “antropologia di diritti umani” o di un “costituzionalismo meticcio”.

### Pluralità di significati
Il concetto di costituzionalismo meticcio, secondo Bonfiglio, si presenta “come modo di pensare e come fatto culturale legato alla contaminazione  e alla circolazione dei modelli costituzionali” e “come costituzionalismo di principi generali del diritto, in quanto incorpora nella grammatica del linguaggio giuridico principi e regole non assolutamente acquisiti e scontati, ma comunemente verificabili e condivisi, anche se non in modo unanime, e posti a fondamento di una pluralità di sistemi costituzionali proprio in virtù della loro capacità ordinante”.

### Caratteristiche fondamentali e funzioni
Dal punto di vista metodologico, la categoria è utilizzata criticamente “per far emergere tutti i limiti derivanti da una inutile e ripetitiva ricerca della “purezza” dell’oggetto e del metodo giuridico; ricerca che, in questi termini, costituisce un vero e proprio ostacolo alla comprensione spaziale e temporale del fenomeno giuridico” . Dal punto di vista teorico, il costituzionalismo meticcio è utilizzabile come categoria ermeneutica del pluralismo culturale e delle istituzioni che prende forma giuridicamente al fine di riconoscere e tutelare i diritti individuali e i diritti dei gruppi e comunità.